# Idiodes inspirata
Idiodes inspirata là một loài bướm đêm trong họ Geometridae.